# Emys orbicularis
Emys orbicularis là một loài rùa trong họ Emydidae. Loài này được Linnaeus mô tả khoa học đầu tiên năm 1758.

## Hình ảnh

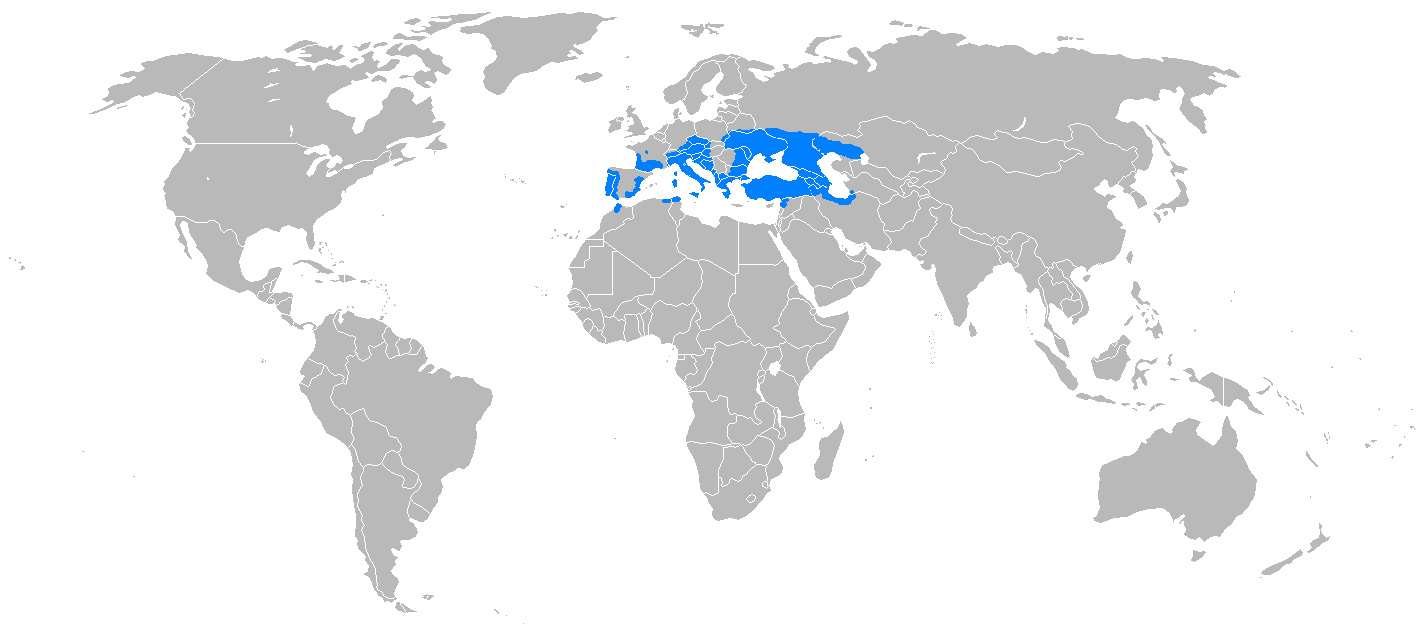
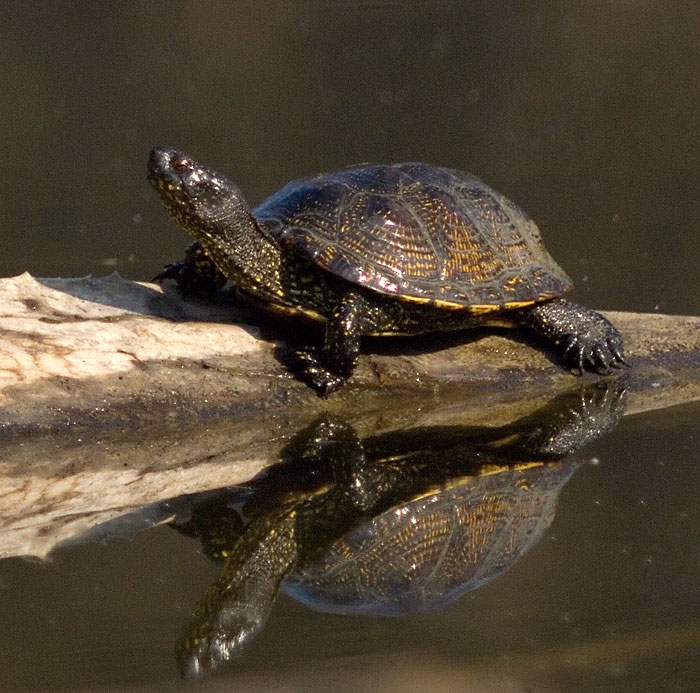
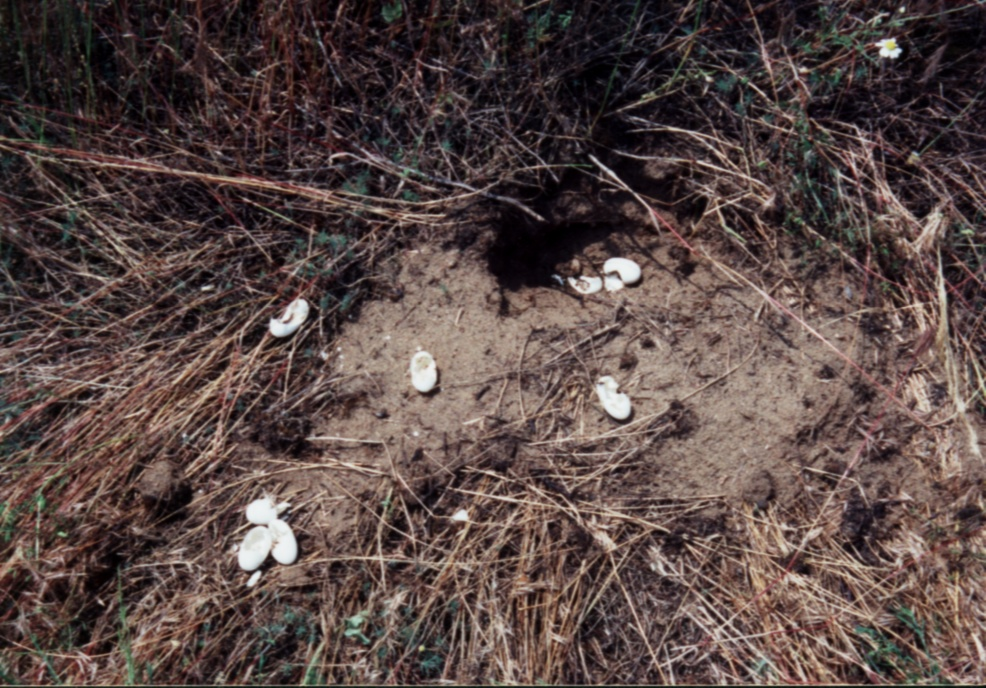
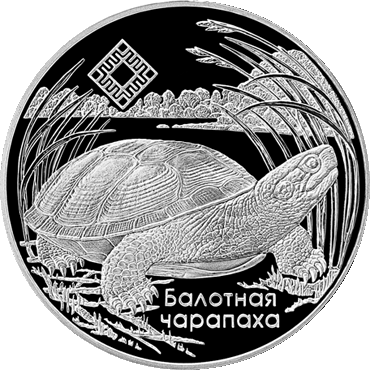
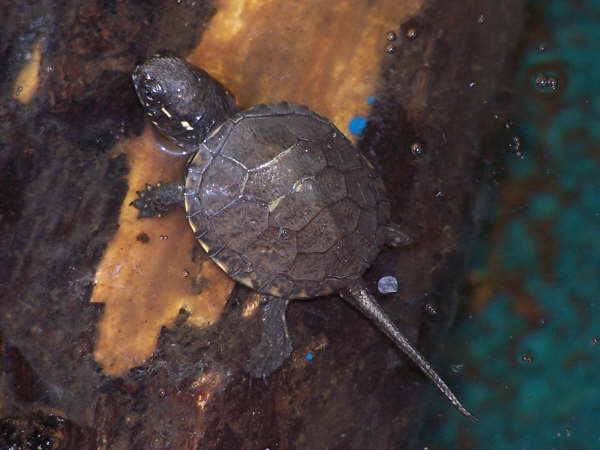